# Harry Storz
Pour les articles homonymes, voir Storz.
Werner « Harry » Storz (né le 3 mars 1904 à Halle et décédé le 13 août 1982) est un athlète allemand spécialiste du 400 mètres. Affilié au VfL Halle 1896, il mesurait 1,75 m pour 68 kg

## Biographie

### Palmarès
| Date | Compétition           | Lieu      | Résultat | Épreuve    | Performance  |
| ---- | --------------------- | --------- | -------- | ---------- | ------------ |
| 1928 | Jeux olympiques d'été | Amsterdam | 5e       | 400 mètres | 48 s 4       |
| 1928 | Jeux olympiques d'été | Amsterdam | 2e       | 4 × 100 m  | 3 min 14 s 8 |

### Records
| Épreuve    | Performance | Lieu | Date |
| ---------- | ----------- | ---- | ---- |
| 400 mètres | 48 s 4      |      | 1928 |